# Професійна лексика
Професійна лексика — включення у текст чи усне мовлення фахової термінології, що робить мовлення більш лаконічним та зручним для фахівців галузі і менш зрозумілим для широкого загалу людей.  Професіоналізми характерні для мови людей певних професій. Оскільки професіоналізми вживають на позначення спеціальних понять лише в царині того чи іншого фаху, ремесла, промислу, вони не завжди відповідають нормам літературної мови. Професіоналізми виступають як неофіційні (отже, експресивно забарвлені) синоніми до термінів, що ніби деталізують загальновідомі назви. З-поміж професіоналізмів можна вирізнити науково-технічні, професійно-виробничі, просторічно-жаргонні. Вони доволі різноманітні щодо семантичних характеристик. Професійна лексика є предметом уваги при стилістичній редакції та корекції текстів, є предметом дослідження мовознавства та криміналістичної лінгвістики.

## Особливості професійної лексики
На відміну від термінів, професіоналізми не мають виразного наукового визначення й не становлять цілісної системи. Якщо терміни — це зазвичай абстрактні поняття, то професіоналізми — конкретні, тому що детально диференціюють ті предмети, дії, якості, що безпосередньо пов'язані зі сферою діяльності відповідного фаху, для прикладу:
- слова та словосполуки, притаманні мові моряків: кок (кухар), камбуз (кухня), кубрик (кімната відпочинку екіпажу), бак (носова частина корабля), чалитися (приставати до берега), ходити в море (плавати), компа́с, Мурма́нськ, рапо́рт тощо;
- професіоналізми працівників банківсько-фінансової, торговельної та подібних галузей: зняти касу, підбити, прикинути баланс, тверда валюта (стабільний курс), відмивання грошей (легалізація протизаконних коштів), брудні гроші (протизаконно отримані кошти);
- назви фігур вищого пілотажу: штопор, бочка, петля, піке й інше;
- професіоналізми користувачів ПК: мама (материнська плата), клава (клавіатура), скинути інформацію (переписати), глюк (збій програми), вінт — вінчестер (твердий диск накопичування інформації);
- професіоналізми музикантів, наприклад: фанера (фонограма), ремікс (нова версія відомої мелодії), розкрутити (розрекламувати пісню, ім'я).

## Використання
Здебільшого професіоналізми застосовують в усному неофіційному мовленні людей певного фаху. Виконуючи важливу номінативно-комунікативну функцію, вони точно називають деталь виробу, ланку технологічного процесу чи певне поняття й у такий спосіб сприяють ліпшому взаєморозумінню. У писемній мові професіоналізми використовують у виданнях, призначених для фахівців (буклетах, інструкціях, порадах).
Професіоналізми використовують також літератори, щоб створити фаховий колорит, відтворити життєдіяльність певного фахового середовища у своїх творах.
В офіційно-діловому стилі мовлення професіоналізми вживають із певними застереженнями.